# 回し車

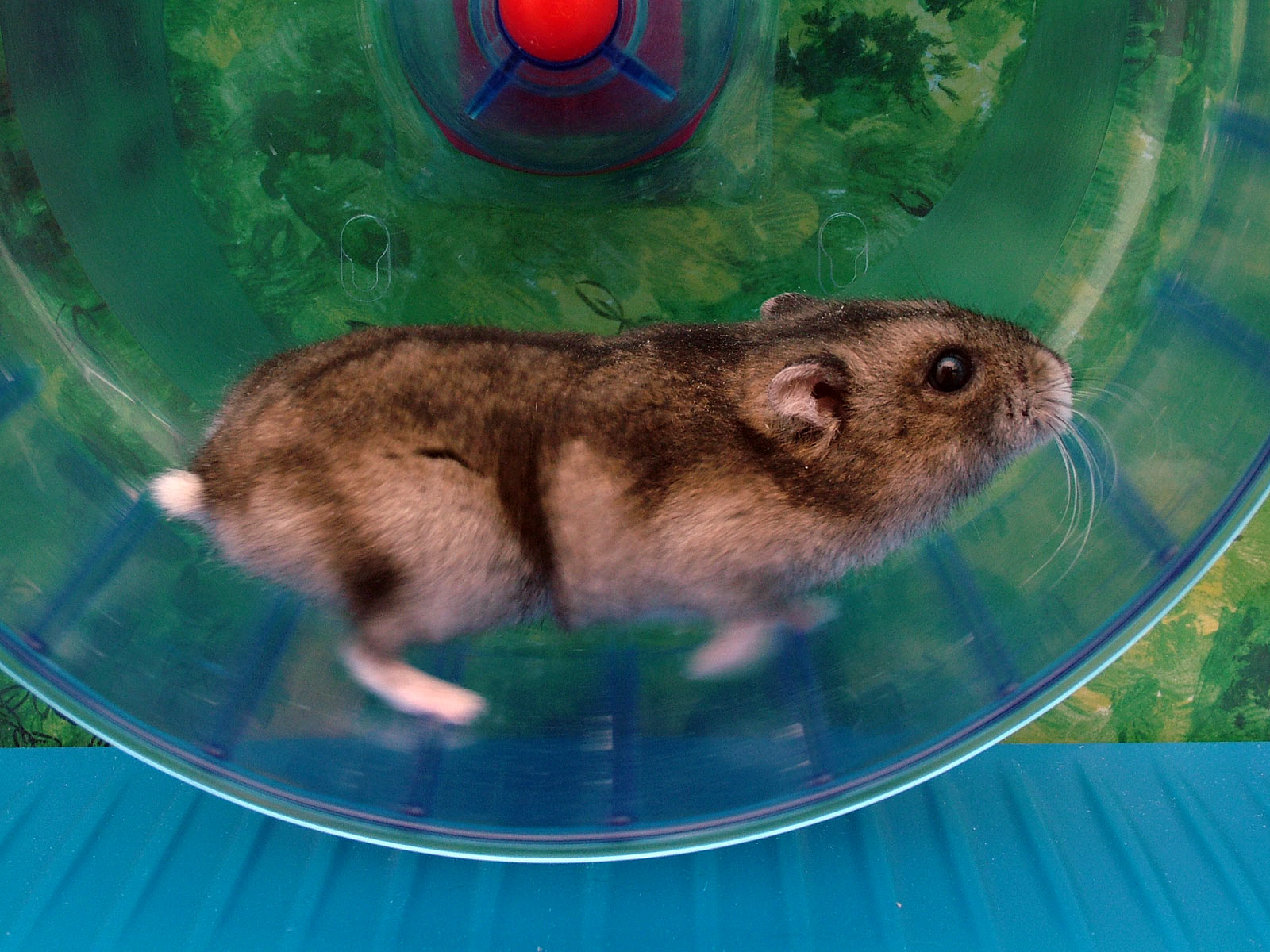
回し車の中を走るジャンガリアンハムスター。

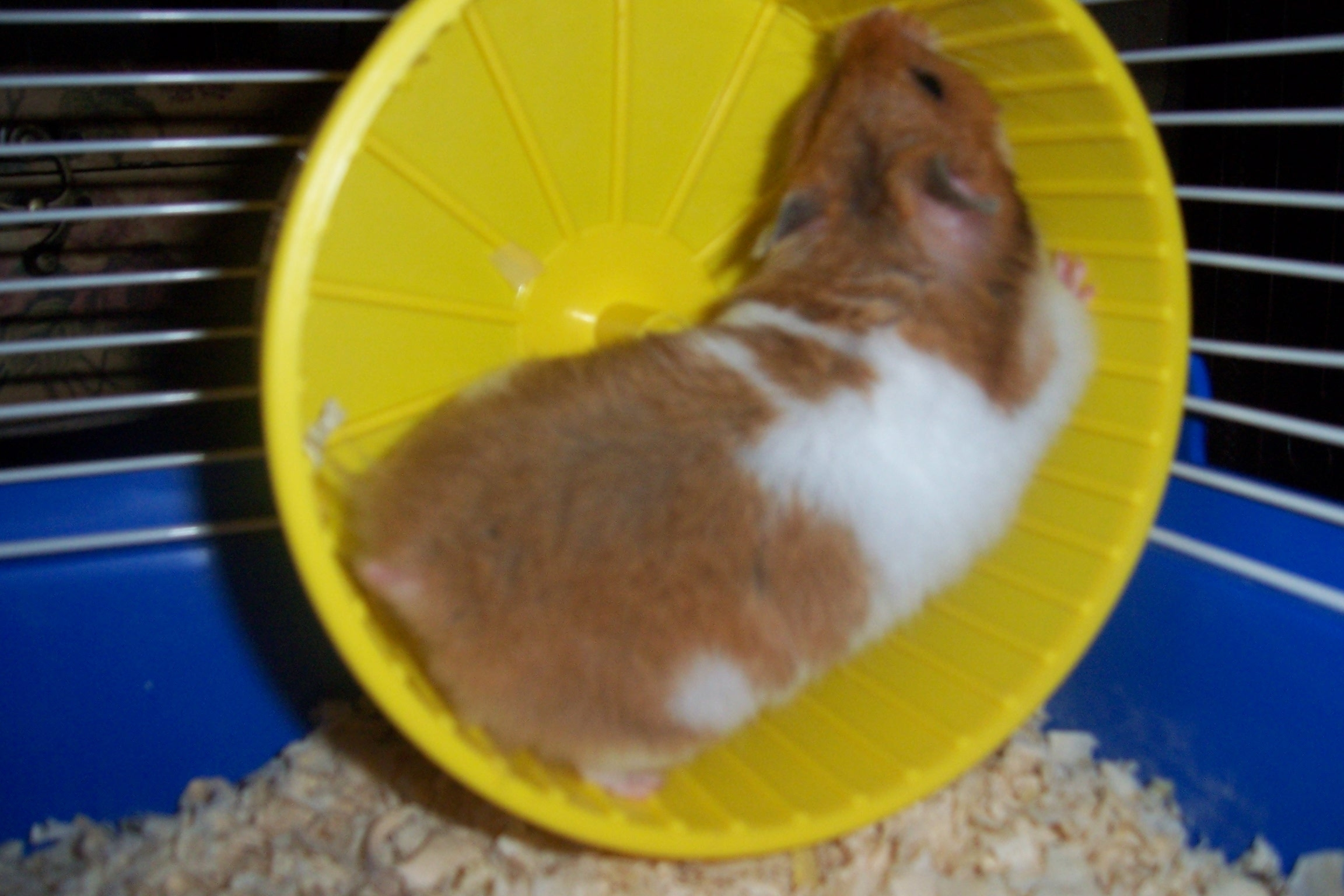
背中を反らせて走るゴールデンハムスター

回し車（まわしぐるま、英: running wheel）またはハムスターホイール（英: hamster wheel）は、ハムスターなどネズミ目の動物を運動させるための遊具である。
回し車の多くは、格子状の車輪と、それを支える一対の短車軸のついた台によって構成される。
ハムスターを飼育するゲージ内は狭く運動不足になりやすいため回し車で運動不足の解消を図る。オックスフォード英語辞典によると、回し車（hamster wheel）という言葉が初めて登場したのは1949年の新聞広告においてである。

## 素材と大きさ
回し車のほとんどは鋼鉄製またはプラスチック製で、それぞれに長所と短所とがある。プラスチック製の車輪は、ハムスターのような動物には安全であるといえる。格子の間隔が密で、動物の手足が挟まることがないからである（この点、鋼鉄製の車輪には手足が格子の間に挟まってケガをする危険性がある）。しかし一方で、アレチネズミ亜科のような動物はプラスチック製の車輪を噛んで壊してしまうことがある（鋼鉄製の車輪にはそのような心配がない）。
実験によるとゴールデンハムスターの場合、直径がより大きな車輪を好む。また、車輪の走行面に小さなスピードバンプ（減速させるための隆起）を取りつけた車輪については、好き嫌いを示さない。ネズミの場合も、直径のより大きな車輪を、走行面については格子状やただのプラスチックのものよりもプラスチック製で網状のものを好む。キャニオンシロアシマウスやシロアシマウスのような身のこなしの軽い動物は、四角いものや走行面に障害物が置かれたものなど、跳躍させる仕掛けのある車輪に興味を示す。もし、回し車の中を走っている動物が背中を反らせるようであれば、車輪をもっと大きなものに取り替える必要がある。

## 効能・意義
他のネズミ目の動物と同様、ハムスターは車輪の中を走ることに興味を示す。ただし、尾の長いチャイニーズハムスターはほとんど回し車を使うことをしないといわれている。
一般にハムスターでは一晩に9km以上走ることも珍しくない。24時間にクマネズミ属は43km、ハツカネズミ属は31km、レミングは19km、実験用のハツカネズミで16km、アレチネズミ亜科で8kmという記録がある。こうした現象を説明するための仮説として、活動への欲求、探検の代償行為、常同行動（同じ行動を繰り返すこと）などがある。いくつかの実験結果からは、回し車を走る動物は遊びのように、あるいはランナーズ・ハイの状態に陥ったように、走ること自体に価値を見出している可能性が高いことが読み取れる。いずれにせよ、回し車を走らせることは籠の中で飼っているネズミ目に対する一般的あるいは重要なケアとなっている。
ハムスターやその他のネズミ目が回し車を走ることについて、回し車はそうした動物の活動の活発さを計ったり概日リズムにおける活動期を調べるために用いられる。
なお、犬や猫など他の小動物用の回し車も存在するほか、人が中でジョギングする事により発電する仕組みの、いわば人間用の回し車と言えるものも存在する。

## ギャラリー
- 通常は回し車の軸は横軸だが、縦軸のものもある。皿状のため英語ではランニングディスク（英: running disc）と呼ばれる。
- 猫用の回し車の例。オシキャットが走っている。